# Falkenfels
Falkenfels is een gemeente in de Duitse deelstaat Beieren, en maakt deel uit van het Landkreis Straubing-Bogen.
Falkenfels telt 1.047 inwoners.

## Geografie

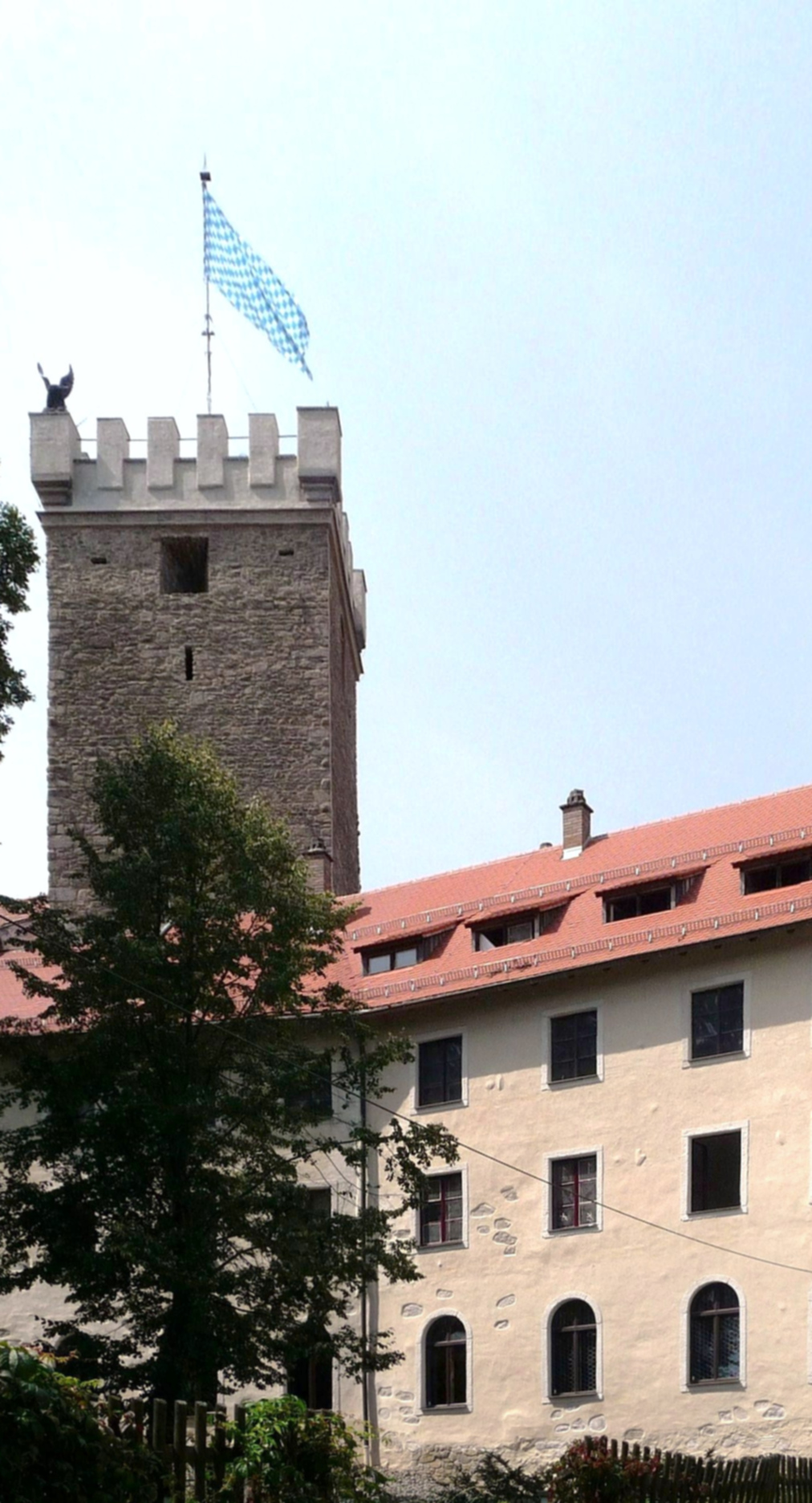
Burcht Falkenfels

### Ligging
Falkenfels ligt in de Donauwaldregio, zo'n 15 km ten noorden van Straubing.
Het hoogste punt van de plaats is de Burgberg met de Burcht Falkenfels.

### Indeling
De gemeente is opgedeeld in 11 officiële deelgemeenten:
- Falkenfels
- Hirschberg
- Holzmühle
- Riederszell
- Roth
- Rothmühl
- Sankt Johann
- Siglbrunn
- Socka
- Stegmühl
- Weinfurth

Falkenfels zelf wordt nog eens opgedeeld in "Oberdorf", "Dorf" en "Oberhof".

## Geschiedenis
Rond 1100 bouwden de graven van Bogen de Burcht Falkenfels.
Falkenfels behoorde achtereenvolgens aan:
- de baronnen van Buchstätt
- het keurvorstendom Beieren
- de ridders van Hohenfels
- de ridders van Falkenstein
- de ridders van Frauenberg (1425-1487)
- de broeders van Pausdorf (tot de Dertigjarige Oorlog)
- de baronnen van Weichs (1650-1796)
- Franz von Buchstetten (1796-1821)
- de familie von Lang (1821-1918)
- Albert en Emil Sättler (1918-1919)
- Graaf Paul Frederik Schimmelmann (1919-1931)
- ook na 1931 veranderde de burcht nog vaak van eigenaar.

In het kader van de bestuurshervorming van Beieren, ontstond door het gemeente-edict van 1818, de huidige gemeente.
Aholfing ·
Aiterhofen ·
Ascha ·
Atting ·
Bogen ·
Falkenfels ·
Feldkirchen ·
Geiselhöring ·
Haibach ·
Haselbach ·
Hunderdorf ·
Irlbach ·
Kirchroth ·
Konzell ·
Laberweinting ·
Leiblfing ·
Loitzendorf ·
Mallersdorf-Pfaffenberg ·
Mariaposching ·
Mitterfels ·
Neukirchen ·
Niederwinkling ·
Oberschneiding ·
Parkstetten ·
Perasdorf ·
Perkam ·
Rain ·
Rattenberg ·
Rattiszell ·
Salching ·
Sankt Englmar ·
Schwarzach ·
Stallwang ·
Steinach ·
Straßkirchen ·
Wiesenfelden ·
Windberg